# Hugo Sotelo
Hugo Sotelo Gómez (Vigo, 19 december 2003) is een Spaans voetballer die doorgaans speelt als middenvelder. In mei 2021 debuteerde hij voor Celta de Vigo.

## Clubcarrière
Sotelo speelde in de jeugdopleiding van Celta de Vigo, waar hij op 21 mei 2021 zijn professionele debuut maakte. Door blessures in het eerste elftal zat hij in de wedstrijdselectie voor een uitwedstrijd bij FC Barcelona. Die ploeg kwam via Lionel Messi op voorsprong, maar door een dubbelslag van Santi Mina won Celta de Vigo met 1–2. Sotelo moest van coach Eduardo Coudet op de reservebank beginnen en mocht in de blessuretijd van de tweede helft invallen voor Fran Beltrán. Het bleef dat seizoen bij één optreden en ook in de twee jaargangen erna speelde hij telkens één officiële wedstrijd.
Vanaf het seizoen 2023/24 kwam de middenvelder vaker aan spelen toe. Hij tekende in oktober 2024 een nieuw contract bij Celta, tot aan de zomer van 2028. Zijn eerste doelpunt maakte hij op 3 december 2024 in de Copa del Rey tegen Salamanca CF. Na een openingstreffer van Williot Swedberg verdubbelde Sotelo de voorsprong door een strafschop binnen te schieten. Pablo Durán, Tadeo Allende, Carlos Domínguez en tweemaal Fer López bepaalden de uitslag op 0–7.

## Clubstatistieken
| Seizoen | Club          | Competitie       | Competitie | Competitie | Beker | Beker | Internationaal | Internationaal | Totaal | Totaal |
| Seizoen | Club          | Competitie       | Wed.       | Dlp.       | Wed.  | Dlp.  | Wed.           | Dlp.           | Wed.   | Dlp.   |
| ------- | ------------- | ---------------- | ---------- | ---------- | ----- | ----- | -------------- | -------------- | ------ | ------ |
| 2020/21 | Celta de Vigo | Primera División | 1          | 0          | 0     | 0     | —              | —              | 1      | 0      |
| 2021/22 | Celta de Vigo | Primera División | 1          | 0          | 0     | 0     | —              | —              | 1      | 0      |
| 2022/23 | Celta de Vigo | Primera División | 1          | 0          | 0     | 0     | —              | —              | 1      | 0      |
| 2023/24 | Celta de Vigo | Primera División | 17         | 0          | 3     | 0     | —              | —              | 20     | 0      |
| 2024/25 | Celta de Vigo | Primera División | 12         | 0          | 1     | 1     | —              | —              | 13     | 1      |
| Totaal  | Totaal        | Totaal           | 32         | 0          | 4     | 1     | 0              | 0              | 36     | 1      |

Bijgewerkt op 24 december 2024.